# 36 a. C.
El año 36 a. C. fue un año común comenzado en martes, miércoles o jueves, o un año bisiesto comenzado en miércoles (las fuentes difieren) del calendario juliano. También fue un año común comenzado en miércoles del calendario juliano proléptico. En aquella época, era conocido como el Año del consulado de Publicola y Nerva (o, menos frecuentemente, año 718 Ab urbe condita). La denominación 36 a. C. para este año ha sido usado desde principios del período medieval, cuando la era A. D. se convirtió en el método prevalente en Europa para nombrar a los años.

## Acontecimientos

### Roma
- Octavio César Augusto sufre una derrota naval por las tropas de Pompeyo. Culpabilizó de esta derrota a la ciudad de Tauromenium (hoy Taormina) por negarle su ayuda, de la que más tarde se vengaría. Este acontecimiento lo recoge Diodoro Sículo en su Bibliotheca historica.

### Hispania
- Sexto Pompeyo abandona Hispania para ir a combatir en Sicilia. Los triunviros retoman el pleno control de Hispania.[1]
- Este año y el siguiente, el legado de Octaviano C. Norbano Flaco triunfa.[2]

### América
- Estela 2 de Chiapa de Corzo, Chiapas, el documento escrito más antiguo conocido por el momento en América, perteneciente a la cultura Olmeca.
- Los mayas desarrollan el uso y concepto del número cero

## Nacimientos
- Tolomeo Filadelfo, hijo de Cleopatra VII y Marco Antonio.
- Vipsania, hija de Marco Vipsanio Agripa y Cecilia Ática.

## Fallecimientos
- Zhizhi Chanyu.